# Irene Ferchl

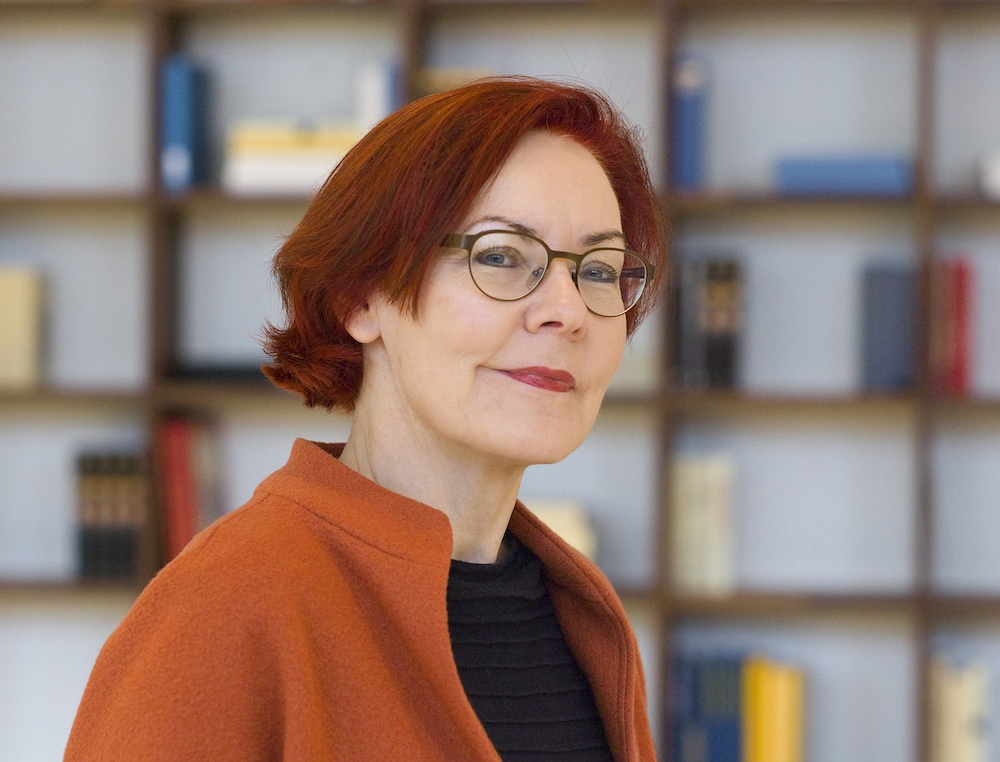
Irene Ferchl (2013)

Irene Ferchl (* 1954 in Friedrichshafen) ist eine deutsche Schriftstellerin, Publizistin und Kulturjournalistin.

## Leben
Irene Ferchl kam 1972 nach Stuttgart und studierte dort Germanistik, Geschichte und Kommunikationswissenschaft. Seit 1987 war sie freie Mitarbeiterin im Feuilleton der Stuttgarter Zeitung, von 1985 bis 1995 Korrespondentin des Börsenblatts für den Deutschen Buchhandel. 1993 gründete Irene Ferchl das Literaturblatt für Baden-Württemberg, dessen Herausgeberin und Chefredakteurin sie bis 2019 war.
Neben Büchern veröffentlichte sie zahlreiche Essays zur Literatur, Kunst und Kulturgeschichte. Seit 1986 erarbeitet sie szenische Lesungen und literarisch-musikalische Bühnenprogramme mit Schauspielern und Musikern, außerdem konzipierte und organisierte sie mehrere literarische Projekte für Städte, die Region Stuttgart und das Land Baden-Württemberg. Für die Stadt Backnang organisiert sie seit 2013 Literatur- und Theaterveranstaltungen. Sie betreut die Geschäftsstelle der Mörike-Gesellschaft und arbeitet als Redakteurin für die Schwäbische Heimat, die landeskundliche Zeitschrift des Schwäbischen Heimatbundes in Stuttgart.
Sie ist Mitglied des PEN-Zentrums Deutschland.

## Schriften
- Günter Schöllkopf. Von mir, vom Tage und vom Drumherum. Eine Chronik. Ulrich Keicher Verlag, Leonberg-Warmbronn 2019
- Über das Land hinaus. Literarisches Leben in Baden-Württemberg. Klöpfer & Meyer Verlag, Tübingen 2016, ISBN 978-3-86351-512-6
- Erzählte Stadt. Stuttgarts literarische Orte, vorgestellt von Irene Ferchl. Silberburg-Verlag, Tübingen 2015, ISBN 978-3-8425-1382-2
- Kulturströme: Der Neckar – Der Rhein. Filmfries von Ulrich Bernhardt. Texte von Irene Ferchl. avedition, Stuttgart 2014, ISBN 978-3-89986-209-6
- Schwarz auf Weiß. Büchermenschen in Baden und Württemberg. Kalender für 2013 mit 25 Fotografien von Burkhard Riegels und Texten von Irene Ferchl. Klöpfer & Meyer Verlag, Tübingen 2012
- Geschichten aus Stuttgart (Hrsg.). Klöpfer & Meyer Verlag, Tübingen 2011, ISBN 978-3-940086-97-6
- Auf einem Badesteg. Schriftstellerinnen am See (Hrsg.). AvivA Verlag, Berlin 2009, ISBN 978-3-932338-34-2
- Zwischen dem Himmel und Stuttgart. 3 × 7. Mit Texten von Irene Ferchl und Bildern von Hans Mendler und Horst Peter Schlotter. Neuer Kunstverlag, Stuttgart 2009, ISBN 978-3-938023-44-0
- Lauschen und Lesen. Das Buch zur Musik (Hrsg.). Programmbuch zur Großen Reihe der Stuttgarter Philharmoniker, 2008
- Literarischer Kalender Baden-Württemberg für die Jahre 2008, 2009, 2010 (zusammen mit Ute Harbusch). Edition Ebersbach, Berlin 2007 ff.
- Landpartien in die Romantik. Auf den Spuren der Dichter durch Baden-Württemberg (zusammen mit Wilfried Setzler). Silberburg-Verlag, Tübingen 2006, ISBN 978-3-87407-690-6
- Mit Mörike von Ort zu Ort. Lebensstationen des Dichters in Baden-Württemberg (zusammen mit Wilfried Setzler). Silberburg-Verlag, Tübingen 2004, ISBN 3-87407-577-X
- Mörike am Montag. Wochentexte zum Jubiläumsjahr. Ulrich Keicher Verlag, Leonberg-Warmbronn 2004, ISBN 3-932843-97-5
- „Das ist eine Stadt“. Literarische Spuren in Esslingen (Hrsg. mit Ute Harbusch und Thomas Scheuffelen). Bechtle Verlag, Esslingen a. N. 2003, ISBN 3-7628-0571-7
- Anmut bei größter Freiheit. Essays und Feuilletons von Kyra Stromberg (Hrsg.). Ulrich Keicher Verlag, Leonberg-Warmbronn 2001, ISBN 3-932843-25-8
- Stuttgart – Literarische Wegmarken in der Bücherstadt. Verlag Klett-Cotta, Stuttgart 2000, ISBN 3-608-94267-X
- Porträt des Künstlers als ernster Joker – Günter Schöllkopf in seinen literarischen Bildnissen. Ulrich Keicher Verlag, Leonberg-Warmbronn 2000, ISBN 3-932843-14-2
- „Die zweite Hälfte meiner Heimat“ – Annette von Droste-Hülshoff am Bodensee. Klöpfer & Meyer Verlag, Tübingen 1998 / NA 2007, ISBN 978-3-937667-94-2
- Viele Kulturen – Eine Sprache. Adelbert-von-Chamisso-Preisträgerinnen und -preisträger der Robert Bosch Stiftung. Hrsg. der Ausstellungskataloge 1998 ff. und des Chamisso-Magazins, 2009 ff.
- Erwartungsland. Anthologie zum 20-jährigen Bestehen der Kunststiftung Baden-Württemberg. Eine Textsammlung zeitgenössischer AutorInnen (Hrsg.). Verlag Das Wunderhorn, Heidelberg 1997, ISBN 3-88423-117-0
- „Der Droste würde ich gern Wasser reichen“. Gedichte über Annette von Droste-Hülshoff (Hrsg.). Faude Verlag, Konstanz 1987, ISBN 3-922305-27-X

## Literarische Projekte
- Wort für Wort – Eine Reise durch die Literaturregion, 1994
- 15. Baden-Württembergische Literaturtage in Calw („Heimat und Ferne, Provinz und Welt“), 1998
- 7. Baden-Württembergische Kinder- und Jugendliteraturtage in Calw („Reisen in Raum und Zeit“), 2000
- 3. Baden-Württembergische Übersetzertage in Calw („Schreibende Übersetzer – übersetzende Schriftsteller“), 2001
- Ein blaues Band – Mörike 2004 (Literaturprojekt der KulturRegion Stuttgart und 2. Literatursommer der Landesstiftung Baden-Württemberg)
- Denk mal Schiller. Das Schillerjahr 2005 in Ludwigsburg, 2005
- Im Spiegel der Romantik. 3. Literatursommer der Landesstiftung Baden-Württemberg 2006

## Szenische Lesungen und literarisch-musikalische Bühnenprogramme
- Großstadt-Triptychon. Eine literarische Revue nach Otto Dix (Mit Barbara Stoll, Jerry Willingham u. v. a.), 2009
- Die ExtraVagantinnen: Djuna Barnes, Sylvia Plath, Gertrude Stein (Mit Susanne Fritz, Michaela Grom, Ulrike Goetz und Junko Yamamoto), 2010
- Stuttgarter Frauenzimmer in einem hellhörigen Haus getrennt nur durch die Wände der Zeit (Mit Barbara Stoll, Jerry Willingham u. a.), 2011
- Das ist bei uns die Regel …. Eine literarische Landesgeschichte in sechs Dekaden (Mit Susanne Fritz, Sabine Bräuning, Reinhold Ohngemach und Martin Theuer), 2012
- Nacht-Passagen (Mit dem Stuttgarter Kammerorchester und dem Sprecherensemble der Akademie für gesprochenes Wort), 2013
- Terra Cotta. Die Welt des Verlegers Johann Friedrich Cotta zum 250. Geburtstag (Mit Robert Atzlinger, Andrea Leonetti, Gerhard Polacek und Luise Wunderlich), 2014